# A602 (motorväg, Tyskland)
A602 är en motorväg i Rheinland-Pfalz i Tyskland. Vägen är 10,5 kilometer lång. Vägen går ifrån Trier ut till motorvägen A1.